# Chamartín (stacja metra)
Chamartín – stacja metra w Madrycie, na linii 1 i linii 10. Znajduje się w dzielnicy Chamartín, w Madrycie i zlokalizowana jest za pomiędzy stacjami Bambú, a Plaza de Castilla (linia 1) oraz Begoña (linia 10). Została otwarta 10 czerwca 1982 (linia 10), 11 kwietnia 2007 otwarto stację na linii 1.